# 2-Methyl-2-pentenal
2-Methyl-2-pentenal ist eine chemische Verbindung aus der Gruppe der Alkenale.

## Vorkommen

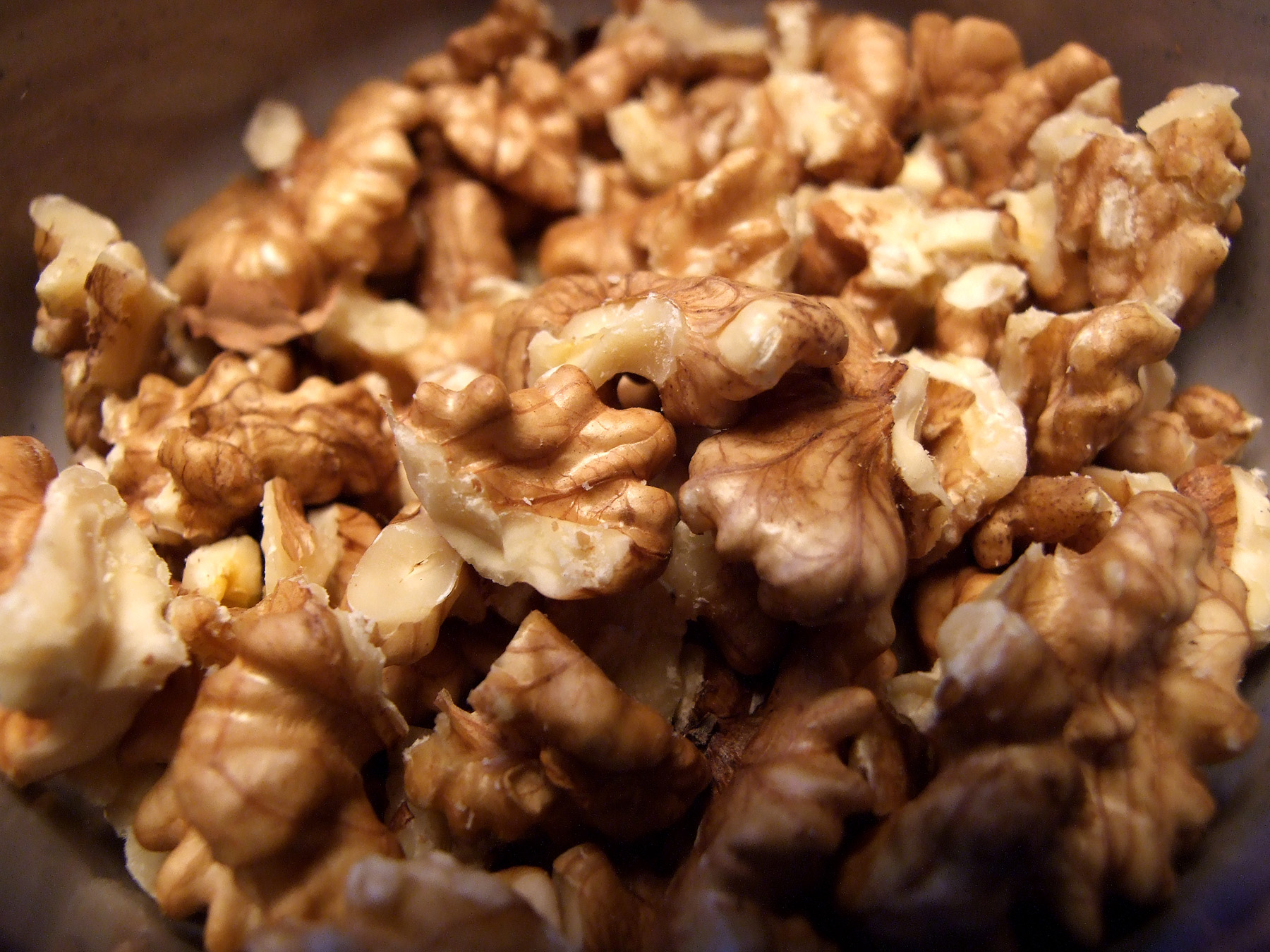
Walnüsse enthalten natürlicherweise 2-Methyl-2-pentenal

Natürlich kommt 2-Methyl-2-pentenal unter anderem in Schnittlauch, Moosbeeren, Guave, Weinreben, Papaya, Zwiebel, Senf, Cognac, schwarzem Tee, Kaffee, Pflaumen, Walnüssen, im Gartenkürbis, und in Austern vor.

## Isomere
Von 2-Methyl-2-pentenal existieren zwei isomere Formen, die sich durch die Stellung der Substituenten an der C=C-Doppelbindung unterscheiden.
| Isomere von 2-Methyl-2-pentenal |                           |                         |
| Name                            | (E)-2-Methyl-2-pentenal   | (Z)-2-Methyl-2-pentenal |
| Andere Namen                    | trans-2-Methyl-2-pentenal | cis-2-Methyl-2-pentenal |
| Strukturformel                  |                           |                         |
| CAS-Nummer                      | 14250-96-5                | 16958-22-8              |
| CAS-Nummer                      | 623-36-9 (unspez.)        |                         |
| EG-Nummer                       | 678-608-6                 | –                       |
| EG-Nummer                       | 210-789-5 (unspez.)       |                         |
| ECHA-Infocard                   | 100.203.647               | –                       |
| ECHA-Infocard                   | 100.009.809 (unspez.)     |                         |
| PubChem                         | 5319754                   | 12376292                |
| PubChem                         | 12177 (unspez.)           |                         |
| Wikidata                        | Q27272137                 | Q27162130               |
| Wikidata                        | Q72494440 (unspez.)       |                         |

## Eigenschaften
Es ist eine farblose bis gelbgrüne Flüssigkeit mit leicht fruchtigem, grasartigem Geruch und einem Flammpunkt von 31 °C.

## Gewinnung und Darstellung
2-Methyl-2-pentenal kann aus Propionaldehyd, stickstoffhaltigen organischen Basen wie Pyrrolen und organischen Säuren wie Ameisensäure synthetisiert werden.

## Verwendung
2-Methyl-2-pentenal ist ein Zwischenprodukt zur Herstellung von Duft- und Aromastoffen wie 4-Methyl-3-decen-5-ol oder 2-Methyl-2-pentensäure.